# Liced Serna
Liced Carolina Serna Flórez (Medellín, 1 de febrero de 2002) es una futbolista colombiana que juega como mediocampista en el equipo Pumas UNAM de la  Liga MX Femenil. Es internacional con la selección nacional femenina de Colombia.

## Trayectoria
Comenzó su carrera en Independiente Medellín en 2021, permaneciendo allí hasta el año siguiente. En la temporada 2022-23, fichó por el Valencia de la Primera División Femenina española.

## Selección nacional
Debutó con la selección colombiana absoluta en un amistoso contra Costa Rica el 3 de septiembre de 2022.  También fue internacional juvenil con Colombia, habiendo jugado con la selección sub-20. Como parte de la selección sub-20, compitió en los Juegos Bolivarianos y formó parte del equipo que ganó la medalla de oro.  

## Palmarés
Colombia Sub-20
- Medalla de oro en los Juegos Bolivarianos: 2022
- Subcampeona del Campeonato Sudamericano de Fútbol Femenino Sub-20: 2022